# Bawırjan Turısbek
Bawırjan Aýtqalïulı Turısbek (in kazako Бауыржан Айтқалиұлы Тұрысбек?; Almaty, 15 ottobre 1991) è un calciatore kazako, attaccante dell'Ūlytau.

## Palmarès

### Competizioni nazionali
- Birinşi Lïga: 1

Sunqar: 2011
- Supercoppa del Kazakistan: 1

Qaýrat: 2017
- Coppa del Kazakistan: 1

Qaýrat: 2017